# خداناشناس‌دانی
خداناشناس‌دانی یا ایگناستیسیسم (به انگلیسی: Ignosticism) یا ایگتئیسم فرضیه‌ای است که معتقد به بی‌معنا بودن وجود خدا است؛ زیرا کلمه خدا هیچ تعریف روشن و واضحی ندارد. این فرضیه با ناشناخت‌گرایی الهیاتی قابل مقایسه است ولی نباید با آن اشتباه گرفته شود.

## تفاوت با ناشناخت‌گرایی الهیاتی
ایگتئیسم و ناشناخت‌گرایی الهیاتی به یکدیگر شباهت دارند، هرچند جایی که ایگتئیسم مدعی می‌شود که «تمام مواضع خداشناسی، بیش‌از حد در مورد مفهوم خدا فرض می‌گیرند»؛ ناشناخت‌گرایی الهیاتی مدعی می‌شود هرچه برچسب مفهوم خدا را بگیرد، مردود است.